# Càlcul de quantitat
El quantity calculus (o càlcul de magnituds) és el mètode formal per descriure les relacions matemàtiques entre magnituds físiques abstractes. (Aquí el terme càlcul ha de ser entès en un sentit ampli, com un "sistema de còmput", més que en el sentit de càlcul diferencial o càlcul integral). Les seves arrels es remunten al concepte d'anàlisi dimensional de Fourier (1822).
L'axioma bàsic del quantity calculus és la descripció de Maxwell d'una magnitud física, definint-la com el producte d'un "valor numèric" i una "magnitud de referència" (és a dir: una "unitat de magnitud" o una "unitat de mesura"). De Boer va resumir les regles de multiplicació, divisió, suma, associació i commutació del quantity calculus, afegint que calia dur a terme una axiomatització més completa.
Les magnituds s'expressen com a productes d'un valor numèric amb un símbol d'una unitat, per exemple "12.7 m". A diferència del que passa en àlgebra, el símbol d'una unitat representa una magnitud mesurable (per exemple el metre), no una variable algebraica.
Cal fer una acurada distinció entre les magnituds abstractes i les magnituds mesurables. Les regles de multiplicació i divisió del càlcul de magnituds s'apliquen a les unitats SI bàsiques (que són magnituds mesurables) per poder definir les unitats SI derivades, incloent les unitats derivades adimensionals, com el radiant (rad) i l'estereoradiant (sr), que són útils per a donar una major claredat quan s'utilitzen, encara que ambdues siguin algebraicament iguals a 1.
Hi ha desacords però, sobre si és significatiu el fet de multiplicar o dividir unitats de magnitud. Emerson suggereix que si les unitats, d'una magnitud determinada, se simplifiquen algebraicament, llavors ja no són unitats d'aquesta magnitud. Johansson exposa que hi ha defectes lògics en l'aplicació del mètode quantity calculus, i que les anomenades magnituds adimensionales han de ser enteses com a "quantitats sense unitats".
La forma d'utilitzar el mètode quantity calculus per a la conversió d'unitats, així com el seguiment de les unitats en les manipulacions algebraiques s'explica en el manual Quantities, Units and Symbols in Physical Chemistry.